# Urothoe poseidonis
Urothoe poseidonis is een gravend vlokreeftje uit de familie Urothoidae. De wetenschappelijke naam van de soort werd in 1862 gepubliceerd door Reibish.

## Beschrijving
Het lichaam van is rond, breed en robuust. De lengte is tot ongeveer 6 mm. De ogen zijn bij mannetjes erg groot en raken elkaar aan de bovenkant van de kop. De ogen van vrouwtjes zijn klein en ovaal. De kop heeft een klein rostrum. Deze soort is roodachtig van kleur. U. poseidonis verschilt van de andere soorten in dit geslacht doordat hij een veel grotere carpus van de vijfde pereopode heeft.

## Verspreiding
De soort wordt wijd verspreid aangetroffen in schone, zandige sedimenten, zoals de gehele Noordzeekustzone, bij de Doggersbank, de Waddenzee, Oosterschelde, Westerschelde en het Grevelingenmeer.